# Вовки у стінах

Обкладинка першого видання

Вовки у стінах (англ. The Wolves in the Walls) — книжка-картинка Ніла Геймана та Дейва Маккіна. 2003 року книга вийшла одночасно в США (в-цтво «ГарперКоллінс») та Великій Британії (в-цтво «Блумбері»). У книзі розповідається про те, як вовкам, які жили у стінах будинку, зрештою вдалося вирватися та витіснити з помешкання дівчинку Люсі та усю її сім'ю.
На написання такої історії Ніла Геймана надихнуло нічне жахіття, яке приснилося його чотирирічній дочці Медді. Видання стало відомим також тому, що для створення ілюстрацій Дейв Маккін використав різні мистецькі техніки, серед яких, зокрема, фотографування, комп'ютерна графіка CGI та традиційне малювання. Окрім оригінальної англійської версії, станом на 2017 рік існують переклади книжки французькою, іспанською, португальською, італійською, німецькою, польською, російською, угорською, турецькою, шведською, норвезькою, баскською та фарсі.
2003 року книга «Вовки у стінах» принесла авторові премію Британської асоціації наукової фантастики у категорії «Коротка проза», а також стала найкращою дитячою книжкою-картинкою за версією газети «Нью-Йорк Таймс». 2004 року книга здобула премію «Вибір дітей» від Міжнародної асоціації письменності та Сі-Бі-Сі.
2006 року «Вовків у стінах» адаптували для театральної сцени у форматі «музичного пандемоніума» з однойменною назвою. Композитором став Нік Павелл, а сам Ніл Гейман написав тексти для декількох пісень. Мюзикл спільно підготували дві театральні трупи — Національний театр Шотландії та Неймовірний театр. Прем'єра відбулася у березні 2006 року в артцентрі «Трамвей», Глазго. Цього ж 2006 року, ще перед всебританським турне, мюзикл став найкращим шоу для дітей та молоді за версією Асоціації театральних менеджерів. У жовтні 2007 року протягом двох тижнів мюзикл ставили на сцені театру Нью Вікторі, позабродвейському театрі в Нью-Йорку.